# Mahama (Sektor)
Mahama (Kinyarwanda Umurenge wa Mahama) ist einer von 12 Sektoren im Distrikt Kirehe in der Ostprovinz von Ruanda.

## Geographie
Mahama hat eine Fläche von 64,8 km² und liegt auf einer Höhe von etwa 1300 m. Der Sektor unterteilt sich in die vier Zellen Kamombo, Mwogo, Saruhembe und Umunini. Nachbarsektoren sind im Norden Mpanga, im Südwesten Nyamugari und im Nordwesten Nyarubuye. Im Osten liegt Mahama am Fluss Akagera, der die Grenze zu Tansania bildet.

## Bevölkerung
Zur Volkszählung von 2022 betrug die Einwohnerzahl 81.014. Zehn Jahre zuvor waren es 23.643, was einem jährlichen Bevölkerungszuwachs von 13 Prozent zwischen 2012 und 2022 entspricht.

## Verkehr
Durch den Nordwesten des Sektors verläuft die Nationalstraße 25 und durch den Süden eine District Road.